# 无后座力炮

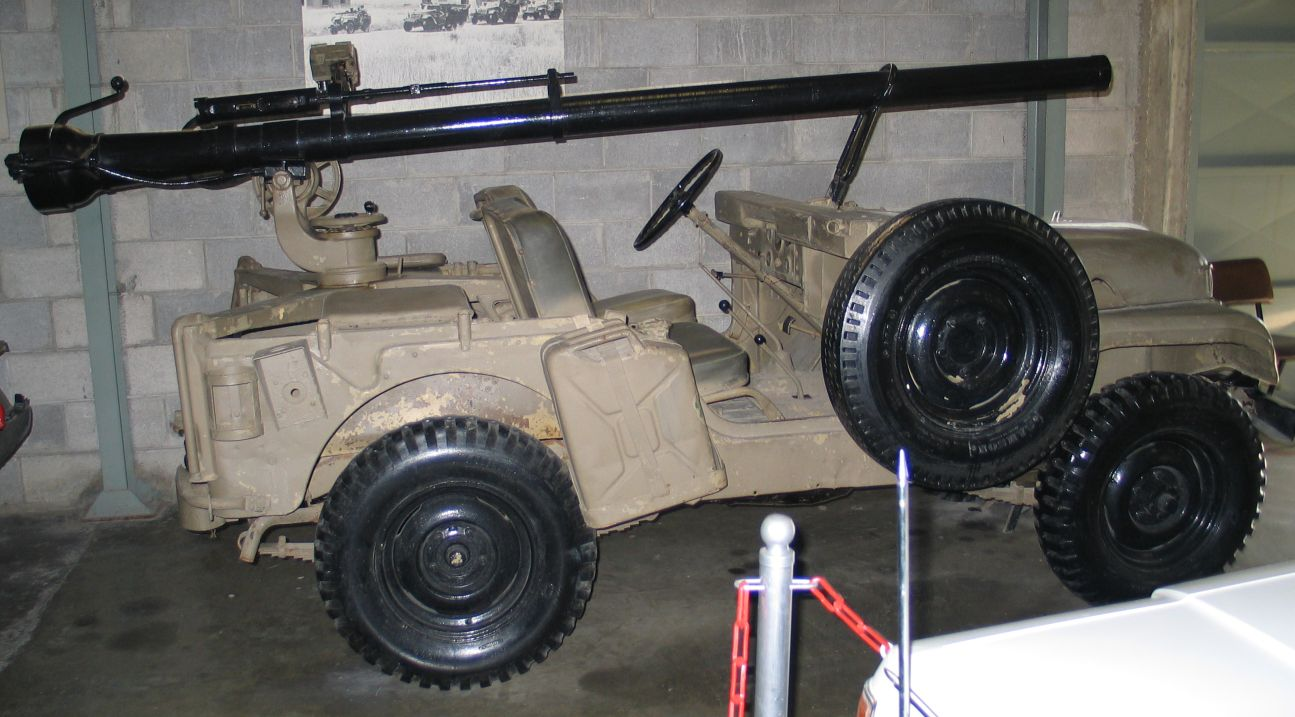
美國106公釐無後座力砲，照片中是以吉普車裝載的型式。

無後座力砲的運作方式

無後座力砲（Recoilless rifle）是火砲的一種。特色是发射时利用向後喷出氣體的反作用力推進炮彈的火砲。由於減少了傳統火砲需求的後座以及制退機械，以及發射過程中，砲管承受的壓力較傳統火砲小，得以減少砲管厚度。所以体积小、重量轻、结构简单、操纵方便，适用于注重機動力的步兵單位，像是傘兵，山地步兵與特種部隊。
無後座力砲的發射方式與彈藥型態都與傳統火砲類似，使用的彈藥為彈頭與發射藥結合一體的金屬藥筒，發射時自後方裝入砲管，關上砲閂之後擊發。由於火藥產生的部分氣體在發射時自砲管後方排出，在發射同樣重量的彈頭時，無後座力砲的射程較低，因此多使用裝藥量較大的彈頭，獲取较大的破壞力提升。除此之外，发射之後的後焰（back blast）及後喷物会暴露发射阵地，而且还使其无法在狭小空间内使用。
小型無後座力砲可以直接以人力攜帶並且自肩上發射，為了尋求較為穩定的射擊效果，許多無後座力砲還是安裝在輕便三腳架或在背在肩上使用。

## 歷史
最早研製出無後座力砲的是美國海軍，戴维斯炮在第一次世界大戰前1914年出現，这是一种两管对接式双头无后坐力炮。该炮在向前射出弹丸的同时，向后喷出铅油质平衡物以保证炮身不后坐。英國將這種砲試驗於對付齊柏林飛船和潛艇上。
1917年俄国人梁布兴斯基也曾经发明过一种76.2毫米无后坐力炮，并曾在1939—1940年的苏芬战争使用过。
蘇聯在1923年也研製了多款無後座力砲。第一種大量服役的無後座力砲是德國發展出75公釐的有膛線的無後座力砲給空降部隊作為反坦克武器，後又推出了鐵拳超口徑滑膛無後座力炮。在二次世界大戰德軍攻佔克里特島時發揮功用，於是德國用相同的設計發展出105公釐的無後座力砲，美國陸軍模仿發展出相同的兩種口徑。美國亦發展出及使用90公釐的無後座力砲。蘇聯亦發展出沒有膛線的無後座力砲，口徑有73、82及110公釐。
美军无后坐力炮的首次实战使用是在1945年3月6日的冲绳岛战役。当时美军装备M18 57mm无后坐力炮和M20 75mm无后坐力炮，均采用断隔螺栓式炮闩，具有击发和退壳功能。炮闩边缘部分设有对称排气孔，M18有2个，M20有4个。排气孔轴线方向与膛线旋转方向相同，火药燃气从排气孔喷出时所产生的扭矩正好抵消炮弹在膛线上旋转所产生的扭矩，故发射时不但可以抵消后坐力，还可阻止炮身旋转。
1945年中華民國政府得到兩種美援無後坐力炮實物之後即開始著手仿造。1946年7月，第50兵工廠以M18無後坐力炮作為母型開始仿制，根據實炮進行測繪，後美方提供了該炮的設計圖。到1947年11月研製成功，兵工署将其命名為“民國36年式57mm無後坐力炮”。但當時不能生产管身和炮栓所用的合金鋼，故到1949年所生產的95門炮，品質全部不合格，在設計試驗中不是扳機連桿斷裂就是退殼勾變形，不能列裝部隊使用。而仿制M20式75mm無後座力炮時，最後僅完成了一部分設計圖。聯勤61兵工廠（後來改制為202廠）曾經生產43式75毫米無後座力炮以及51式106毫米無後座力砲。
中華人民共和國52式57mm無後坐力炮在對印戰爭廣泛使用，成為步兵營火力核心。炮班编制8人，攜帶52式無後坐力炮1門、炮彈17發。56式75mm無後坐力炮参加了珍寶島戰役。65式和78式82mm無後坐力炮参加了1979年對越戰爭。